# Zajezdnia tramwajowa w Toruniu
Zajezdnia tramwajowa w Toruniu – jedna z najstarszych zajezdni tramwajowych w Polsce, znajdująca się przy ul. Sienkiewicza 24/26 na Bydgoskim Przedmieściu. Została zbudowana w 1891 roku, obecnie na jej miejscu znajduje się zupełnie inny budynek. Przed 1891 roku w budynku mieściła się stajnia dla 30 koni, wozownia i warsztaty. Zajezdnia była rozbudowywana wraz z rozbudową sieci tramwajowej. W latach 1914–1915 miała cztery kanały robocze i jeden tor postojowy, mieszczący 30 wozów, a także warsztaty ślusarskie, kuźnię, stalownię, umywalnię, szatnię oraz biuro mistrza.
Na zapleczu zajezdni znajdowała się podstacja Pomorskiej Krajowej Elektrowni Gródek. Wspierała ona Elektrownię Miejską, założoną w 1898 roku.
Obecnie budynek mieści średnio 25 tramwajów. Ich liczba waha się w zależności od ich długości. Ze względu na niewielką powierzchnię, od lat siedemdziesiątych XX wieku zajezdnia nie jest w stanie pomieścić wszystkich tramwajów toruńskich. Ze względu na rozwój sieci tramwajowej w Toruniu, Miejski Zakład Komunikacji w Toruniu planuje wybudowanie nowej zajezdni.
Od 2008 roku w zajezdni znajduje się Muzeum Komunikacji Tramwajowej.
Obiekt figuruje w gminnej ewidencji zabytków (nr 1081).